# Yonekizu (Klan)

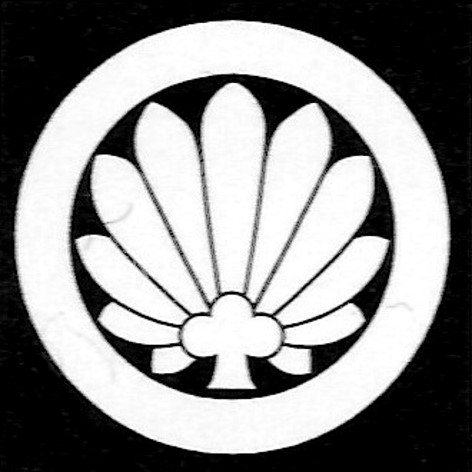
Wappen der Yonekizu

Die Yonekizu (japanisch 米津氏, Yonekizu-shi) waren eine Familie des japanischen Schwertadels (Buke), Fudai-Daimyō, die sich von Minamoto Yorimitsu (Seiwa-Genji) ableitete.

## Genealogie
Die Yonekizu waren Burg-Verwalter unter den Mogami, bis diese abgesetzt wurden. Daraufhin arbeiteten sie für das Shogunat. Im Jahr 1798 zog Yonekitsu Michimasa (米津通政) auf Anordnung von Musashi Kuki (武蔵久喜) nach Nagatoro (長瀞). Mit einem Einkommen von 11.0000 Koku gehörten sie zu den kleinen Fürsten, und so begnügten sie sich dort mit einem Festen Haus (陣屋, Jinya). 　
Die Anlage, auf flachem Land angelegt, besaß drei nahezu quadratische Wassergräben um die Residenz in der Mitte.  Die Wallanlagen und der  innerste Graben sind verschwunden, aber der zweite Graben ist gut erhalten.
Im Boshin-Krieg brannte die Anlage ab, woraufhin 1867 die Yonekitsu nach Ōami (大網) in der Provinz Kazusa umzogen.